# واش‌مرغ راه‌راه
واش‌مرغ راه‌راه (نام علمی: Megalurus palustris) نام یک گونه از سرده واش‌مرغ‌های نمادین است. این پرنده پیشتر در بین سسکان قرار داشت..
این پرنده در بنگلادش، کامبوج، چین، هند، اندونزی، لائوس، مالزی، میانمار، نپال، پاکستان، فیلیپین، تایلند و ویتنام یافت شده‌است.

## نگارخانه

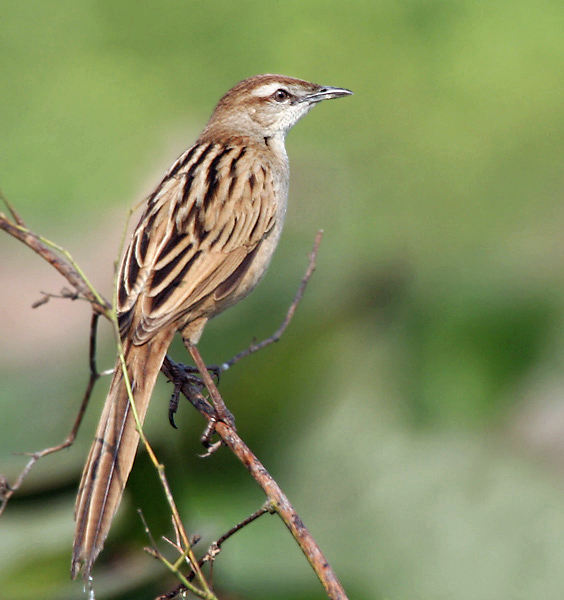
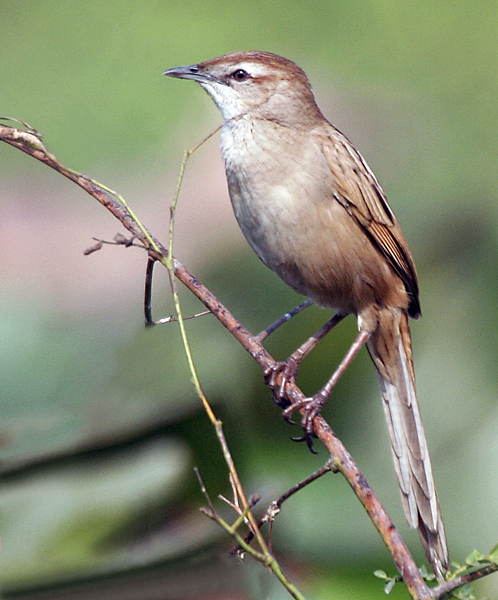
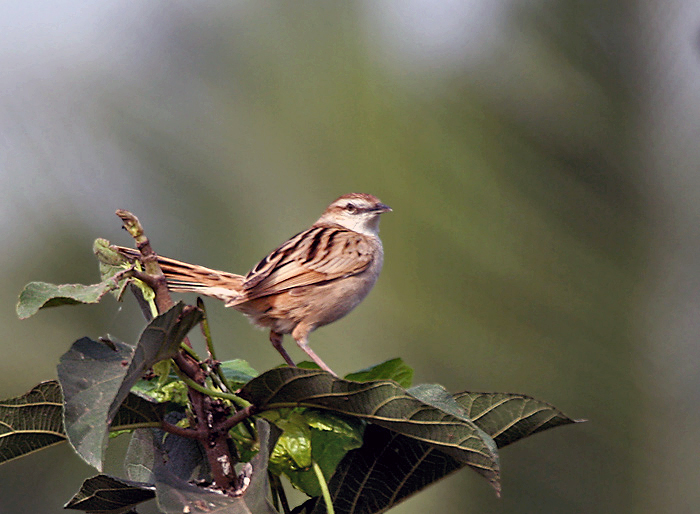
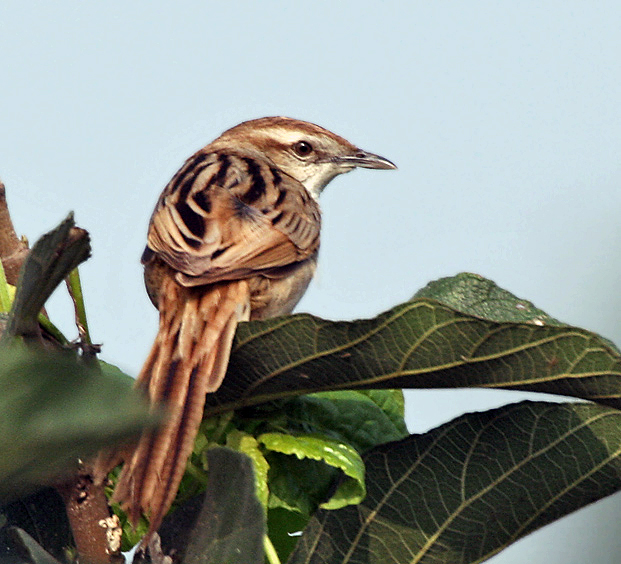
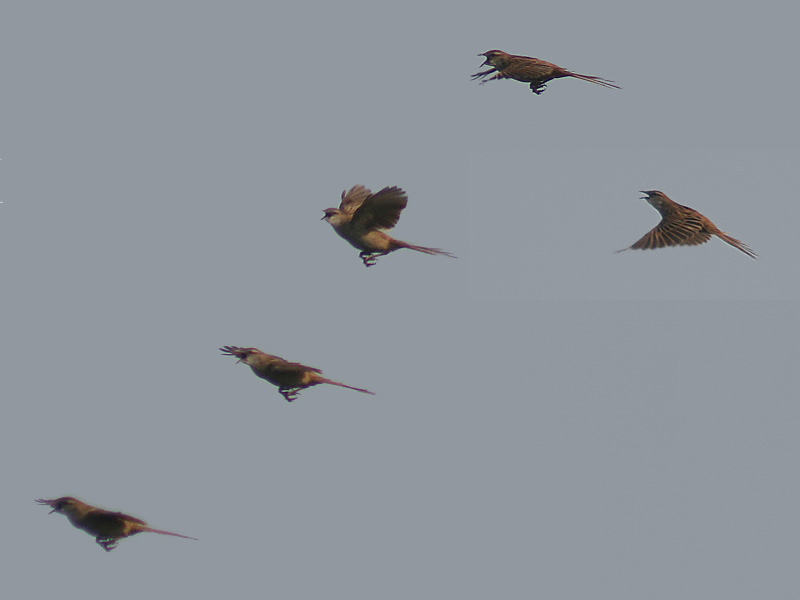
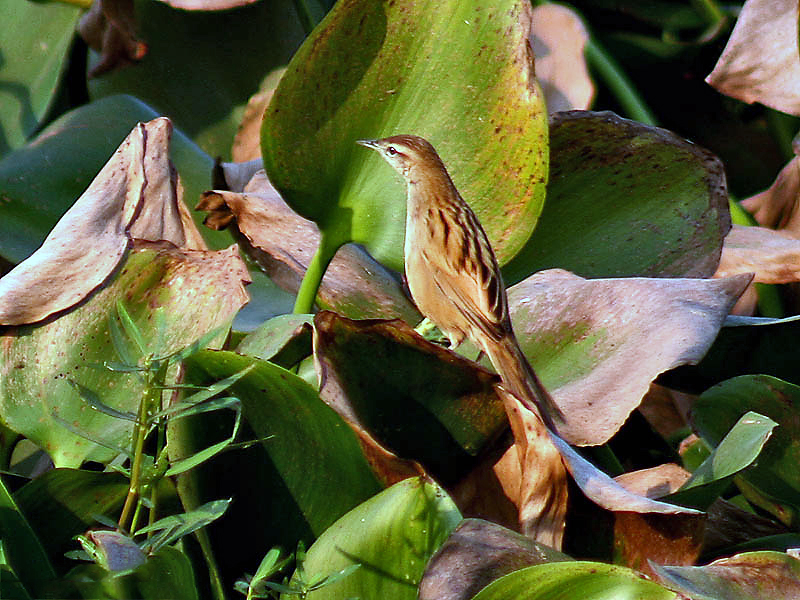
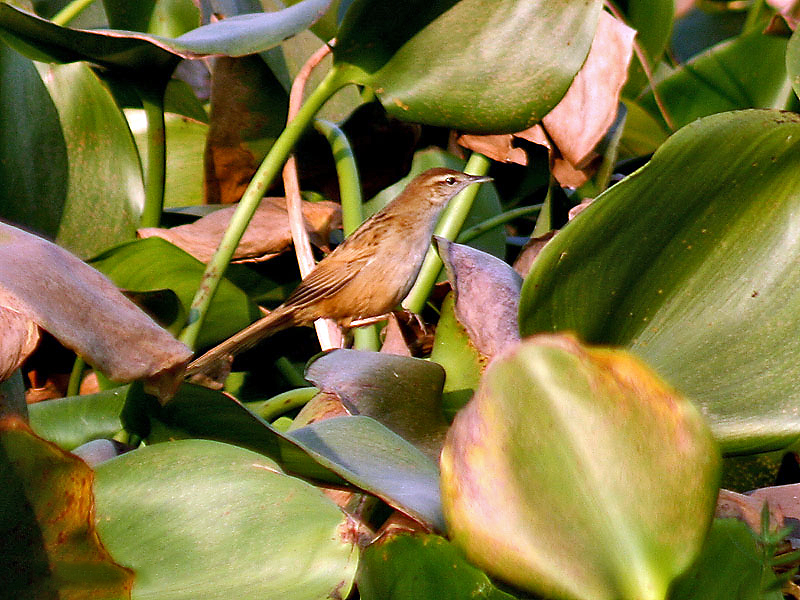
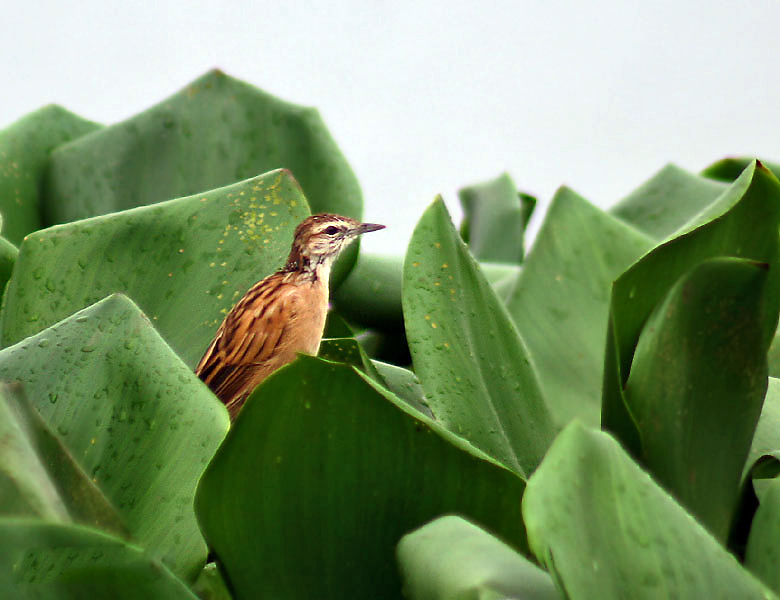
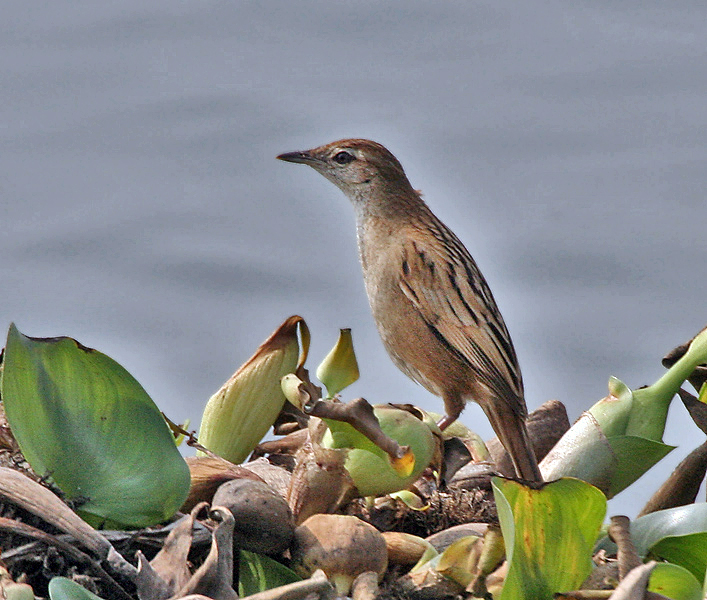